# Venturia mulleola
Venturia mulleola là một loài tò vò trong họ Ichneumonidae.